# 張羾
張羾，號達夫，贵州思南人，清朝政治人物、同進士出身。

## 生平
雍正八年（1730年）庚戌科進士，三甲二百二十五名，官廣東四會知縣。